# Vasile Goldiș (okręg Arad)
Vasile Goldiș – wieś w Rumunii, w okręgu Arad, w gminie Beliu. W 2011 roku liczyła 493 mieszkańców. 